# Angela Vettese
Angela Giovanna Vettese (Treviglio, 21 settembre 1959) è una critica d'arte italiana.

## Biografia
Da sempre appassionata di arti contemporanee, dopo il liceo classico ha scelto tuttavia di laurearsi in Filosofia medievale all'Università degli Studi di Milano con una tesi su Guglielmo di Occam. Nel 1991 consegue il perfezionamento in Storia dell'Arte presso l'Università Cattolica del Sacro Cuore. Dal 1986 collabora abitualmente al supplemento domenicale del Sole 24 ore, e dal 1999 collabora con Domus, Abitare, Flash Art International, Frieze, Parkett, Art+Text, Exit; dal 1999 al 2006 collabora con Il Giornale dell'Arte.
Ha insegnato Storia dell'Arte presso le Accademie di Belle Arti a Milano e Venezia (1991-1997) e l'Accademia Carrara di Bergamo (1994-2000), ed è stata docente presso il Politecnico de la Universidad de Valencia, Spagna, nell'ambito del master in Ingegneria Cultural, corso di Valorization de las obras de arte contemporaneo (1996-1999); dal 2000 al 2007 e dal 2011 al 2013 ha insegnato storia dell'arte presso il CLEACC (Corso di Laurea in Economia per Arte, Cultura e Comunicazione) dell'Università Bocconi di Milano, con cui collabora ancora regolarmente. Dirige dal 2001 il corso di laurea magistrale di arti visive e moda presso l'Università IUAV di Venezia (Dipartimento di Culture del progetto), presso cui è professore associato di Teoria e Critica dell'Arte Contemporanea.
Dal 1993 al 1996 è stata co-curatrice del Premio Furla-Querini Stampalia. Dal 1995 al 2003 è stata curatrice del Corso Superiore della Fondazione Antonio Ratti. Dal 2002 al 2013 è presidente della Fondazione Bevilacqua La Masa di Venezia. Dal 2005 al 2008 ha diretto la Galleria Civica di Modena. È cofondatrice del Festival di Arte Contemporanea di Faenza, tenutosi dal 2007 al 2011. Dal 2009 al 2010 dirige la Fondazione Arnaldo Pomodoro di Milano. Nel 2009 è stata presidente della Giuria internazionale della 53ª Biennale Arte di Venezia. Dal 2009 fa parte del Comitato scientifico di Palazzo Grassi-Punta della Dogana a Venezia. Dal 2013 al 2014 è stata assessore alla Cultura e al Turismo del Comune di Venezia. Dal 2016 al 2018 è stata direttore artistico di Arte Fiera, a BolognaFiere.
È presidente onorario del Centro di documentazione Docva alla Fabbrica del Vapore di Milano. Ha co-organizzato cicli di lezioni per il Fondo Ambiente Italiano, con il quale ha collaborato anche a Villa Panza di Biumo. Ha scritto testi per cataloghi di numerose mostre in sedi internazionali.